# LS Canis Majoris
LS Canis Majoris eller HD 52670, är en dubbelstjärna i mellersta delen av stjärnbilden Stora hunden. Den har en minsta skenbar magnitud av ca 5,79 och är svagt synlig för blotta ögat där ljusföroreningar ej förekommer. Baserat på parallax enligt Gaia Data Release 3 på ca 2,16 mas beräknas den befinna sig på ett avstånd av ca 1 510 ljusår (ca 460 parsec) från solen. Den rör sig bort från solen med en heliocentrisk radialhastighet av ca 6 km/s.

## Egenskaper

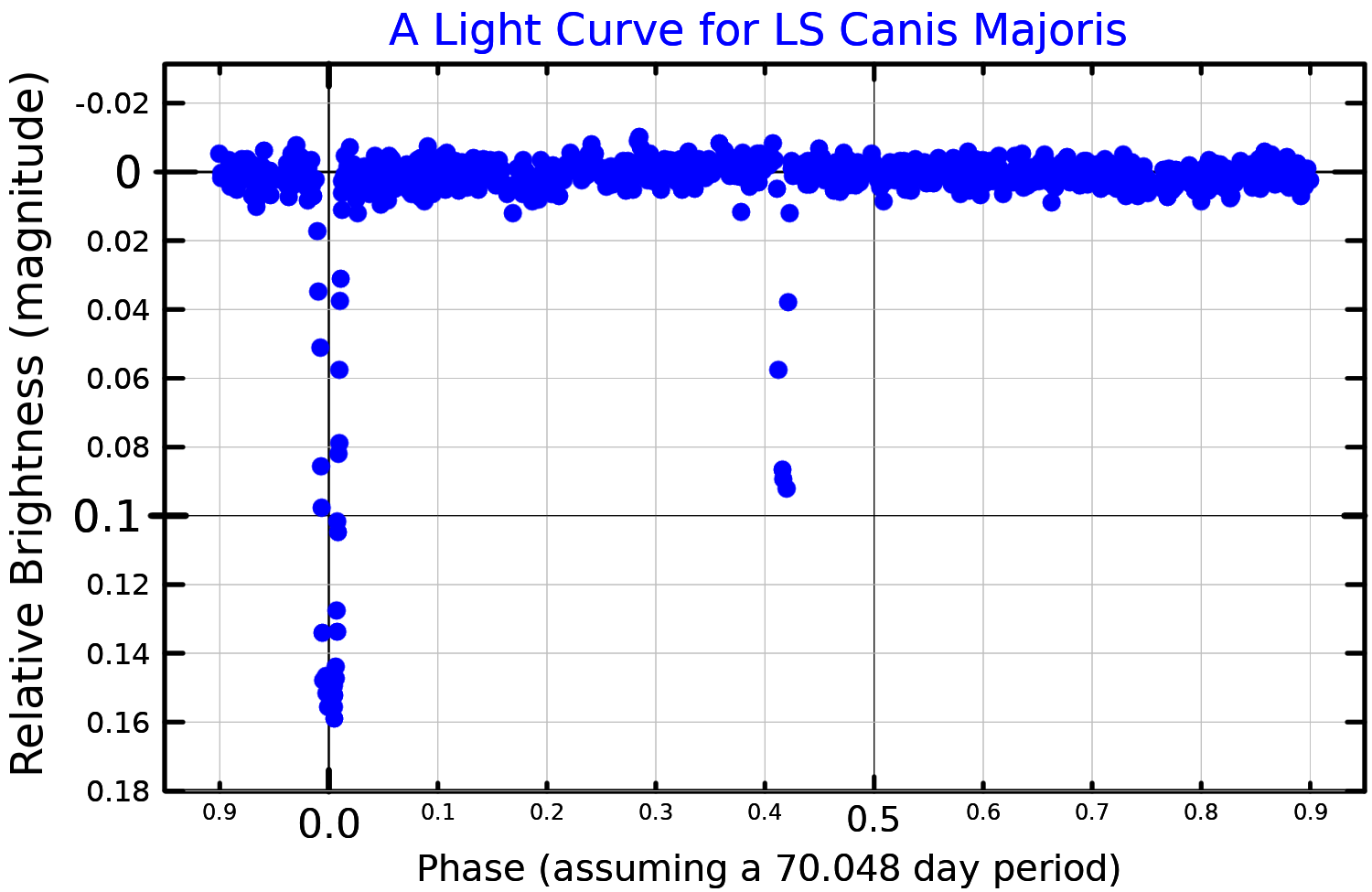
Ljuskurva för LS Canis Majoris, baserat på BRITE nanosatellit-data, anpassad från Ratajczak et al. (2019).

Primärstjärnan i LS Canis Majoris är en jättestjärna eller underjätte av spektralklass B2/3 III/IV. Den är en förmörkelsevariabel vars skenbara magnitud varierar från 5,63 till 5,79. Omloppsperioden för stjärnparet och perioden för ljusvariationen är 70,048 dygn.